# Olajumoke Adenowo

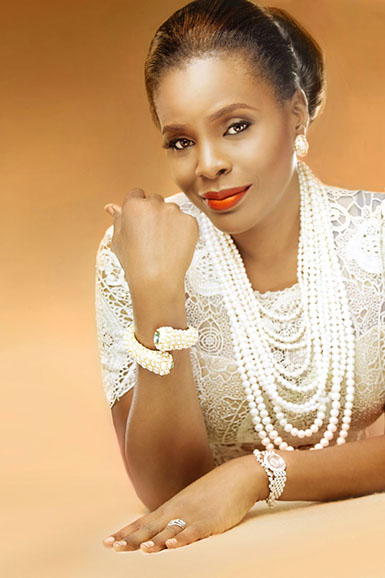

Olajumoke Olufunmilola Adenowo (sinh năm 1968) là một kiến trúc sư từng đoạt giải thưởng, doanh nhân và nhà từ thiện, cũng như một diễn giả, người dẫn chương trình phát thanh và tác giả người Nigeria. Cô là người sáng lập công ty kiến trúc và thiết kế nội thất AD Consultin, có trụ sở tại Lagos, Nigeria. CNN mô tả cô là "Starchitect của châu Phi" và The Guardian (Nigeria) đã mô tả cô là "bộ mặt kiến trúc ở Nigeria".
Adenowo được giới thiệu trong tạp chí kiến trúc hàng đầu thế giới Architectural Record, có nhiều bằng danh dự và đã nói ở nhiều hội nghị và hội nghị bao gồm Diễn đàn Phụ nữ Toàn cầu và Trường Kinh doanh Harvard (Câu lạc bộ Kinh doanh Châu Phi). Cô tổ chức một chương trình phát thanh được thúc đẩy khả năng lãnh đạo "Voice of Change".
Olajumoke Adenowo là một kiến trúc sư Nigeria từng đoạt nhiều giải thưởng và là nhà lãnh đạo tư tưởng, là một đối tượng yêu thích của giới trẻ châu Phi. Ở một lục địa nơi mà nguồn gốc là quan trọng thì sự hấp dẫn của cô đã vượt qua biên giới quốc gia vì cô thường được gọi là "Khuôn mặt của Kiến trúc Nigeria" (được đưa ra bởi tờ báo Guardian, Starchitect của Nigeria bởi CNN, bình chọn trên khắp châu Phi của năm, người phụ nữ kinh doanh đầy cảm hứng nhất, một trong mười người phụ nữ châu Phi mạnh mẽ nhất trong kinh doanh. Cô thường xuyên có mặt trong danh sách những người Nigeria có ảnh hưởng nhất hàng năm và danh sách phụ nữ Nigeria có ảnh hưởng nhất được tạp chí Youth xuất bản. Công việc từ thiện của cô được thực hiện thông qua tổ chức phi chính phủ NGO Awesome Treasures Foundation.